# Stefan Kowalewski

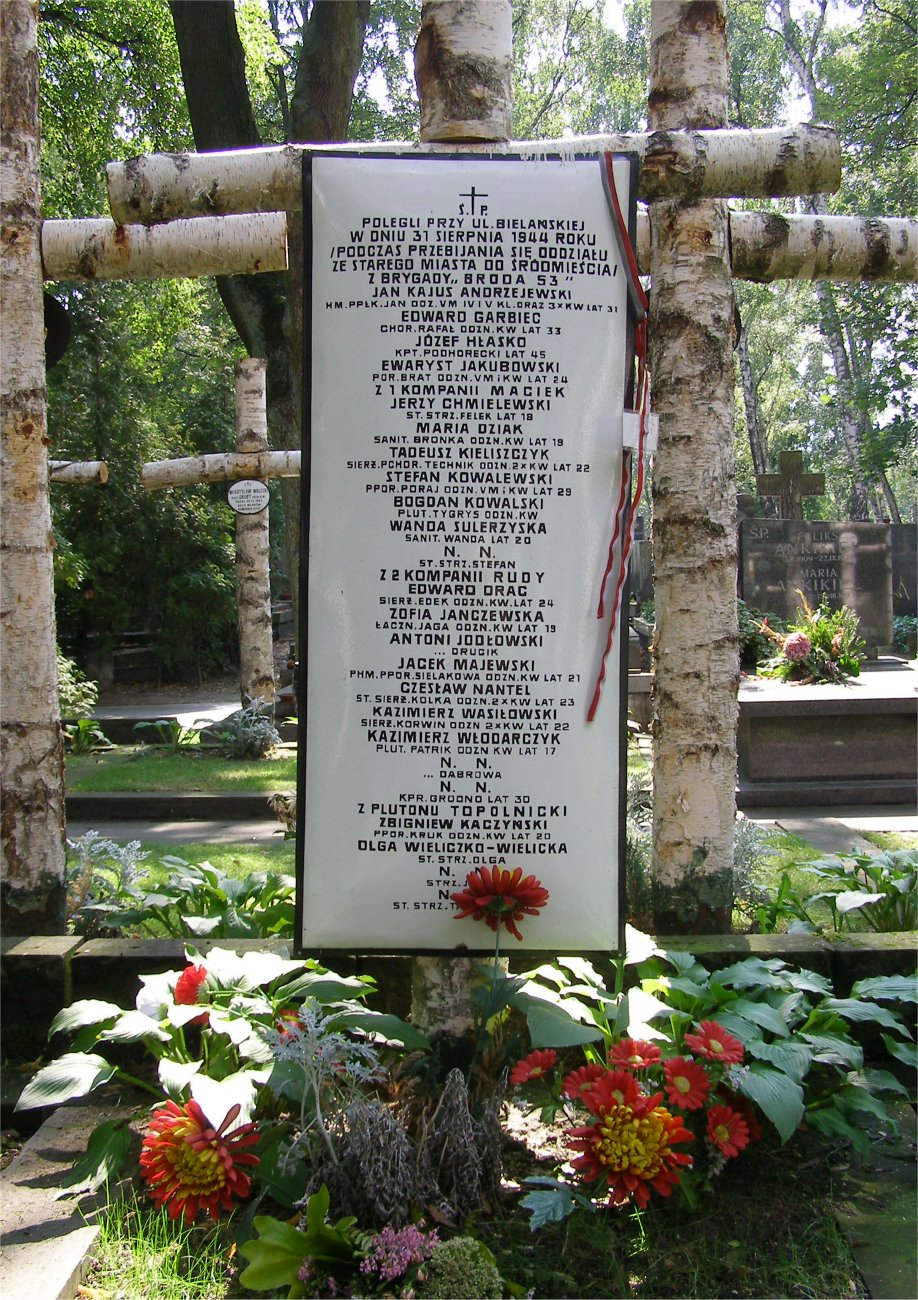
Powązki Wojskowe – polegli przy ul. Bielańskiej 31 sierpnia 1944

Stefan Kowalewski ps. Poraj (ur. 11 kwietnia 1915, zm. 31 sierpnia 1944 w Warszawie) – podporucznik, uczestnik powstania warszawskiego jako żołnierz Brygady Dywersji „Broda 53".

## Życiorys
Przed wojną był podchorążym.
5. dnia powstania warszawskiego 1944 uczestniczył w zdobyciu więzienia „Gęsiówka”. Zginął w nocy 31 sierpnia przy ul. Bielańskiej, gdy wraz z innymi żołnierzami oddziału przebijał się ze Starego Miasta do Śródmieścia. Miał 29 lat. Polegli wtedy także m.in.: Czesław Nantel, Józef Hłasko, Jan Kajus Andrzejewski, Ewaryst Jakubowski.
Stefan Kowalewski został odznaczony Orderem Virtuti Militari i Krzyżem Walecznych.